# Wöbbelin
Wöbbelin is een gemeente in de Duitse deelstaat Mecklenburg-Voor-Pommeren en maakt deel uit van de landkreis Ludwigslust-Parchim.
Wöbbelin telt 907 inwoners.
Bij Wöbbelin, juist over de gemeentegrens met het naburige Groß Laasch, lag van 12 februari tot 2 mei 1945 het concentratiekamp Wöbbelin, een tijdelijk subkamp van Neuengamme. Toen dit kamp werd ingericht, bestond hier reeds, vanaf het najaar van 1944, een houten barakkenkamp, oorspronkelijk bedoeld voor Amerikaanse krijgsgevangenen, met de naam Reiherhorst (reigernest). Verscheidene Nederlandse verzetsmensen zijn hier in vooral de lente van 1945 omgekomen.

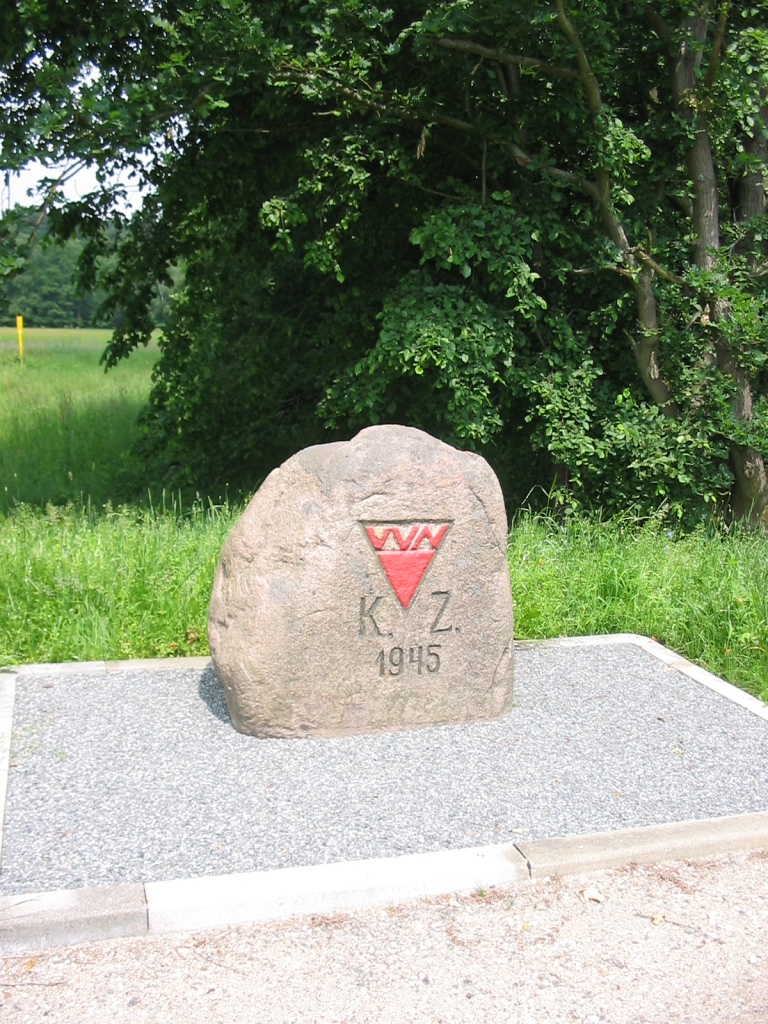
Gedenkteken concentratiekamp Wöbbelin

Te Wöbbelin ligt de in 1813 in de oorlog tegen Napoleon gesneuvelde dichter Theodor Körner begraven. Een aan hem gewijd museum bevindt zich dicht bij zijn graf. Ten dele op dezelfde locatie is een herdenkingsmonument voor de slachtoffers van het concentratiekamp aanwezig. Beide gedenkplaatsen worden door dezelfde stichting beheerd.

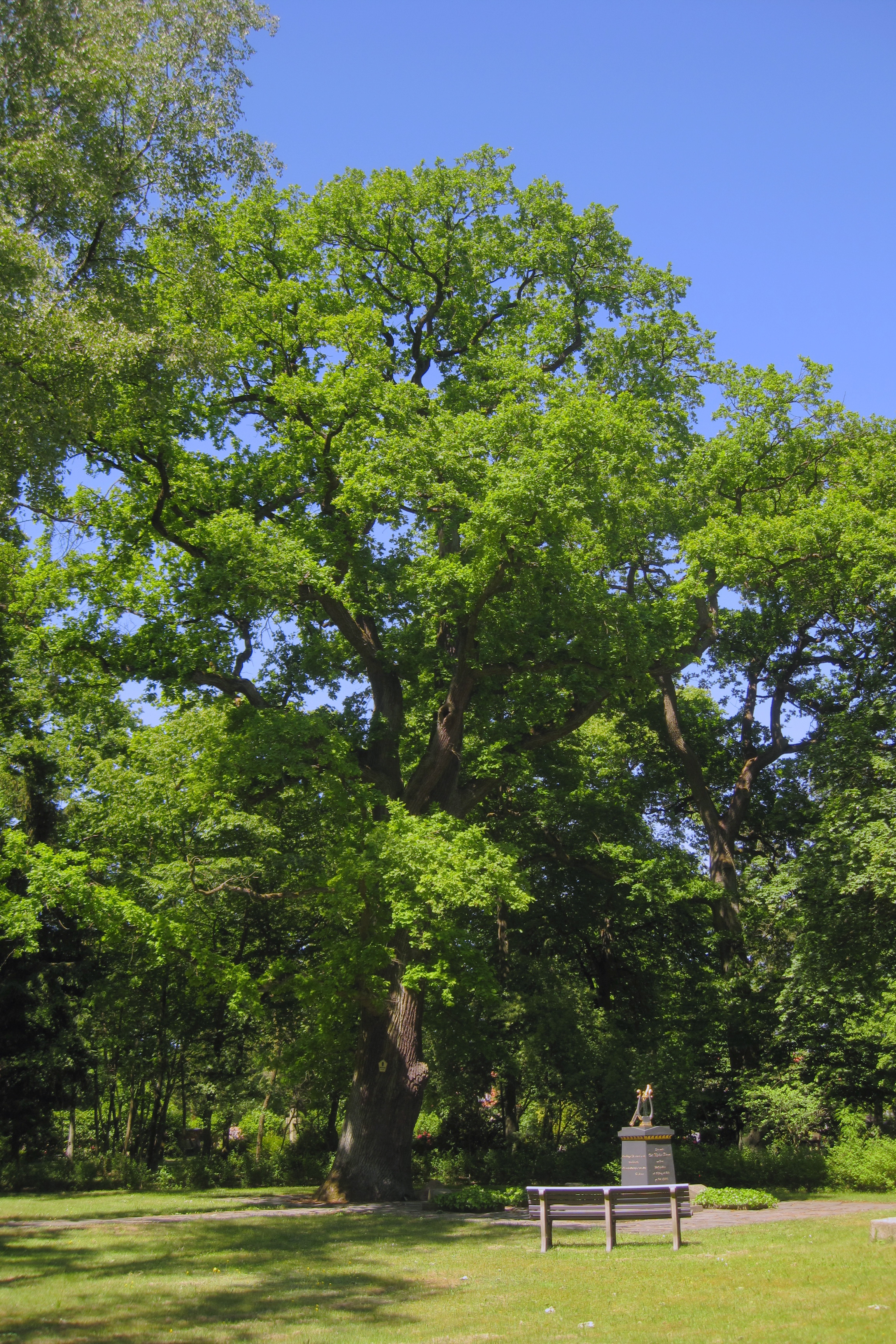
Wöbbelin: Theodor-Korner-eik met grafmonument